# Борхардт, Рудольф
Рудольф Борхардт (нем. Rudolf Borchardt; 9 июня 1877, Кёнигсберг — 10 января 1945, Тринс, Австрия) — немецкий писатель
, эссеист, поэт-лирик, переводчик, историк культуры и оратор.

## Биография
Родился в богатой еврейской семье, принявшей протестантизм ещё в XVII веке. Брат египтолога Людвига Борхардта и писателя Георга Борхардта.
Он провёл первые пять лет жизни в Москве, в 1892 году переехал с семьей в Берлин.
Образование получил сначала в Берлине, где изучал теологию, а затем — немецкую филологию и египтологию в университетах Бонна и Гёттингена. В 1903 году поселился в Тоскане близ г. Лукка.
Участник Первой мировой войны. Служил пехотным офицером, затем сотрудником немецкого генерального штаба, был офицером разведки.
После прихода к власти национал-социалистов в 1933 году из-за еврейского происхождения не мог в Германии больше публиковаться. Вёл замкнутый образ жизни в Италии, не имея возможности навещать близких в Германии. В 1933 году вручил экземпляр своей «Божественной комедии» Данте Муссолини, который восхищался творчеством Борхардта.
В августе 1944 Р. Борхардт с семьей был арестован гестапо и отправлен в Инсбрук. После освобождения прятался в Тироле. Умер через несколько месяцев после освобождения.
Занимался переводами античных писателей Данте Алигьери, Пиндара и других. Перевёл «Божественную комедию» Данте на немецкий язык. Его научные исследования, большей частью представленные в виде эссе, были направлены на создание средневековой науки о древности и доказательство его тезисов о культурном единстве Средиземноморья.
Был популярным оратором, его лекции собирали большие толпы. С 1903 года во время визита в Италию начал писать прозу. Первые его произведения были аллегоричны по стилю и поэтичны. Автор рассказов, поэзии, эссе, драм, статей.

## Избранные произведения
- «Neue Gedichte» (1920),
- «Vermischte Gedichte» (1924).
- «Пиза»,
- «Эпос»,
- «Баллада о ветре, сне и песне»,
- Автобиографическая книга «Детство и юность» (1966),

Книги стихов
- - «Полуспасённая душа» (1920),
  - «Ямбы» (1966).